# シリアス (軽巡洋艦)
|          | |
| 艦歴     | |
| 発注     | |
| 起工     | 1938年4月6日                                                                                                |
| 進水     | 1940年9月18日                                                                                               |
| 就役     | 1942年5月6日                                                                                                |
| 退役     | 1951年3月14日                                                                                               |
| その後   | 1956年10月15日にスクラップとして廃棄                                                                        |
| 除籍     | |
| 性能諸元 | |
| 排水量   | 基準 5,600トン 満載 6,850トン                                                                               |
| 全長     | 512 ft (156 m)                                                                                              |
| 全幅     | 50.5 ft (15.4 m)                                                                                            |
| 吃水     | 14 ft (4.3 m)                                                                                               |
| 機関     | パーソンズ型ギアードタービン、 4軸推進、62,000 shp(46MW)                                                    |
| 最大速   | 32.25ノット (60 km/h)                                                                                       |
| 乗員     | 480名 |
| 兵装     | 5.25インチ連装砲 4基 4インチ砲 1門 0.5インチ4連装機関銃 2基 4連装ポムポム砲 3基 3連装21インチ魚雷発射管 2基 |

シリアス (HMS Sirius, 82) は、1940年進水のイギリス海軍の軽巡洋艦である。ダイドー級。艦名はおおいぬ座の恒星シリウスに由来し、同名の艦船としては6代目。

## 艦歴

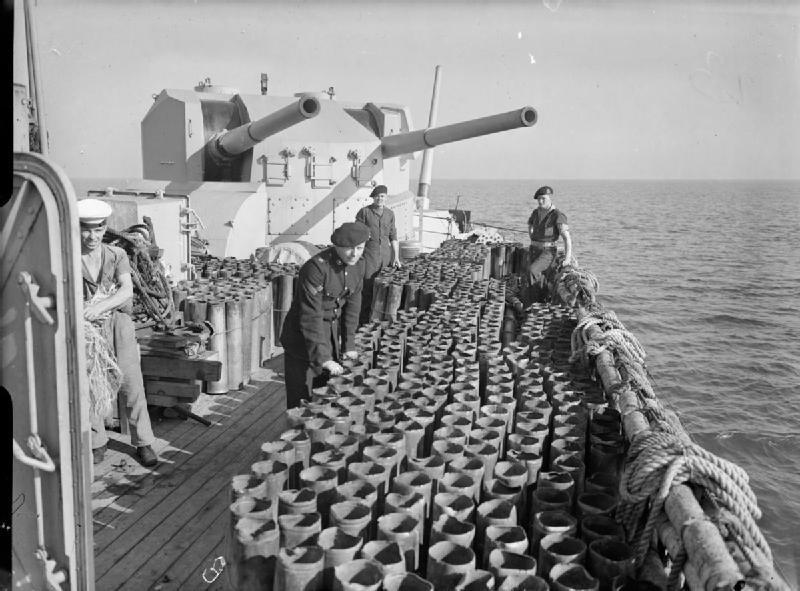
シリアスの主砲

1938年4月6日起工。1940年9月18日進水。1942年5月6日竣工。
1942年8月、地中海でペデスタル作戦に参加。作戦後は大西洋で封鎖突破船の捜索や船団護衛などに従事した。
1942年11月、トーチ作戦に参加。以後地中海で活動する。12月2日、「シリアス」と軽巡洋艦「オーロラ」、「アルゴノート」、駆逐艦「キベロン」、「クエンティン」で構成されたQ部隊はシチリア海峡でイタリア駆逐艦「ニコロソ・ダ・レッコ」、「カミチア・ネーラ」、「フォルゴーレ」、水雷艇「クリオ」、「プロチオーネ」に護衛された船団を攻撃した。Q部隊は船団を全滅させ、「フォルゴーレ」を撃沈し、「ニコロソ・ダ・レッコ」と「プロチオーネ」を損傷させた。1943年7月、シチリア島侵攻作戦（ハスキー作戦）に参加。次いで9月には、ターラント（スラップスティック作戦）およびサレルノ（アヴァランチ作戦）への上陸作戦に参加した。
1943年10月、「シリアス」はドデカネス諸島戦役に投入された。10月7日、「シリアス」と軽巡洋艦「ペネロピ」 、駆逐艦「フォークナー」、「フュリー」は駆潜艇「UJ2111」に護衛された船団を攻撃し、1隻を除き全滅させた。10月17日、スカルパント島沖で爆撃により大損害を受けた。
修理はマッサワでおこなわれ、1944年2月に完了した。
6月、ノルマンディー上陸作戦に参加。8月、フランス南部への上陸作戦（ドラグーン作戦）に参加。10月、ギリシャ占領作戦に参加。
1949年に退役し、1956年に解体された。